# Saldanha Derzi
Rachid Saldanha Derzi (Ponta Porã, 21 de outubro de 1917 – Campo Grande, 10 de fevereiro de 2000) foi um agropecuarista, médico e jornalista brasileiro que atuou por mais de meio século na política em Mato Grosso e Mato Grosso do Sul.

## Dados biográficos
Filho de Chehin Derzi e Estefânia Saldanha Derzi. Estudou na Escola Estadual Joaquim Murtinho. Formado em Medicina pela Faculdade de Medicina e Cirurgia do Rio de Janeiro em 1939, foi lotado no Posto de Saúde de Campo Grande e trabalhou ainda como jornalista. Sua carreira política começou como prefeito nomeado de Ponta Porã (1942-1945). Com a redemocratização do país após a Segunda Guerra Mundial ingressou na UDN e foi eleito vereador em 1947 e prefeito de Ponta Porã em 1950. Eleito deputado federal em 1954, 1958, 1962 e 1966 filiou-se à ARENA após o Regime Militar de 1964. Eleito senador em 1970, foi reconduzido ao mandato na qualidade de senador biônico como representante de Mato Grosso do Sul em 1978 transitando para o PP e depois para o PDS e por fim migrou para o PMDB pelo qual foi reeleito em 1986. Em 1994 perdeu a eleição para senador pelo PP e encerrou sua vida pública.
Saldanha Derzi é cunhado dos também senadores Italívio Coelho e Lúdio Coelho e pai de Flávio Derzi.